# もりすぎ★パンチ
『もりすぎ★パンチ』は、2008年4月8日から2009年3月31日まで東海テレビで放送されたバラエティ番組。放送時間は毎週火曜 24:35 - 25:05 (JST) 。

## 概要
前番組『もりすぎッ!』が2008年春の改編を機にリニューアルしたもので、この番組ではインパルスに替わってトータルテンボスがメインを務めていた。また、その他のレギュラーメンバーもリニューアルを機に一新された。
前番組はモリスギ商事を舞台とするコントを展開していたが、この番組のコントはもりすぎ出版社を舞台に展開されていた。また、コント以外にも様々な企画コーナーやゲストコーナーなどを盛り込むなど、通常のバラエティ番組のような構成を取っていた。

## 出演者
- 大村朋宏（トータルテンボス）
- 藤田憲右（トータルテンボス）
- 浜谷健司（ハマカーン）
- 神田伸一郎（ハマカーン）
- 山内健司（鎌鼬）
- 濱家隆一（鎌鼬）
- 手島優
- 鳥居みゆき

## コーナー
- ほがらか清掃員 淳三と越美
- あのキャラクターは今…
- 教えて! カリスマ主婦 鳥居一代
- ラップする幽霊
- 闇の探偵 暗智小五郎
- 愛を語るカメラマン・徳川原龍之介
- ナメられないマナー協会会長 西園寺真琴
- イタズラ好きの小野ヤスジくん
- 出前のリーさん
- 伝説のゴリラ人間!? ゴリゴリ君
- 完全無欠の恋人ロボット「絶対彼女」
- 大御所作家・恋空浪漫先生
- 被害妄想のクレーマー 九条
- モリスギ出版・資料課 芋洗坂係長
- 往年のアイドル!? リンダ&ナンシー
- 猟奇的な占い師 サミュエル・L・みゆき
- モッカ共和国スーパーアイドル バル・チャン
- 日本唯一の○○語通訳 五役キミノブ
- 情報通の男 賀瀬姉太
- 伝説の男達

## スタッフ
- ナレーター - うすいたかやす、金田朋子
- 構成 - 兼上頼正、三芳和幸、平松政俊、石舘光太郎
- ディレクター - 佃敏史、杉江達也
- プロデューサー - 馬場淳之
- チーフプロデューサー - 佐野雅彦
- 制作協力 - 共同テレビ
- 製作著作 - 東海テレビ放送